# Упосатха
Упосатха — день покаяния буддийских монахов и день соблюдения восьми правил тренировки для мирян, проводится в 1, 8, 14, 28-й день лунного месяца. Используется как в тхераваде, так и во всех школах махаяны. Монах-чтец читает Патимоккху (санскр.: пратимокша), канонический текст, находящийся в буддийском каноне — в Суттавибханге (первой части Виная-питаки — «корзине дисциплинарного кодекса»), перечисляющий прегрешения. Имеющий то или иное прегрешение монах выходит и раскаивается. Миряне на церемонию не допускаются. Церемония известна со времён Будды и порядок её проведения зафиксирован в палийском каноне. Грехи делятся на требующие исключения из общины и не требующие.
Нарушения кодекса винайи делятся на несколько категорий.
Составлялся он по принципу прецедента. То есть когда происходил «какой-то случай», который впоследствии был квалифицирован как недопустимый, Будда, как правило, произносил проповедь, и правило было включено в винайю — кодекс моральных норм. В качествем примера можно привести случай, когда один монах не мог перенести воздержание, и бросился со скалы, желая покончить собой. Он упал на какого-то человека и убил его. Будда отметил, что самоубийство недопустимо. Это стало заповедью: недопустимость самоубийства в буддизме. (См. А. Парибок в Послесловии к Милиндапаньхе, с .432)
Примыкающая к канону на пали книга Милиндапаньха зафиксировала объяснение, которое давали ранние буддисты, почему винайя дана «по принципу прецедента», а не вся сразу. Царь Менандр (пали: Милинда) спросил у буддийского архата Нагасены, неужели Всеведущий Будда не был всеведущим — и не мог сразу дать бхиккху (монахам) все правила винайи. Нагасена ответил ему, что если бы все 227 правил были даны «в один присест», они бы показались монахам очень многочисленными и тяжёлыми (см.: цит. соч. с. 385)